# Häresie

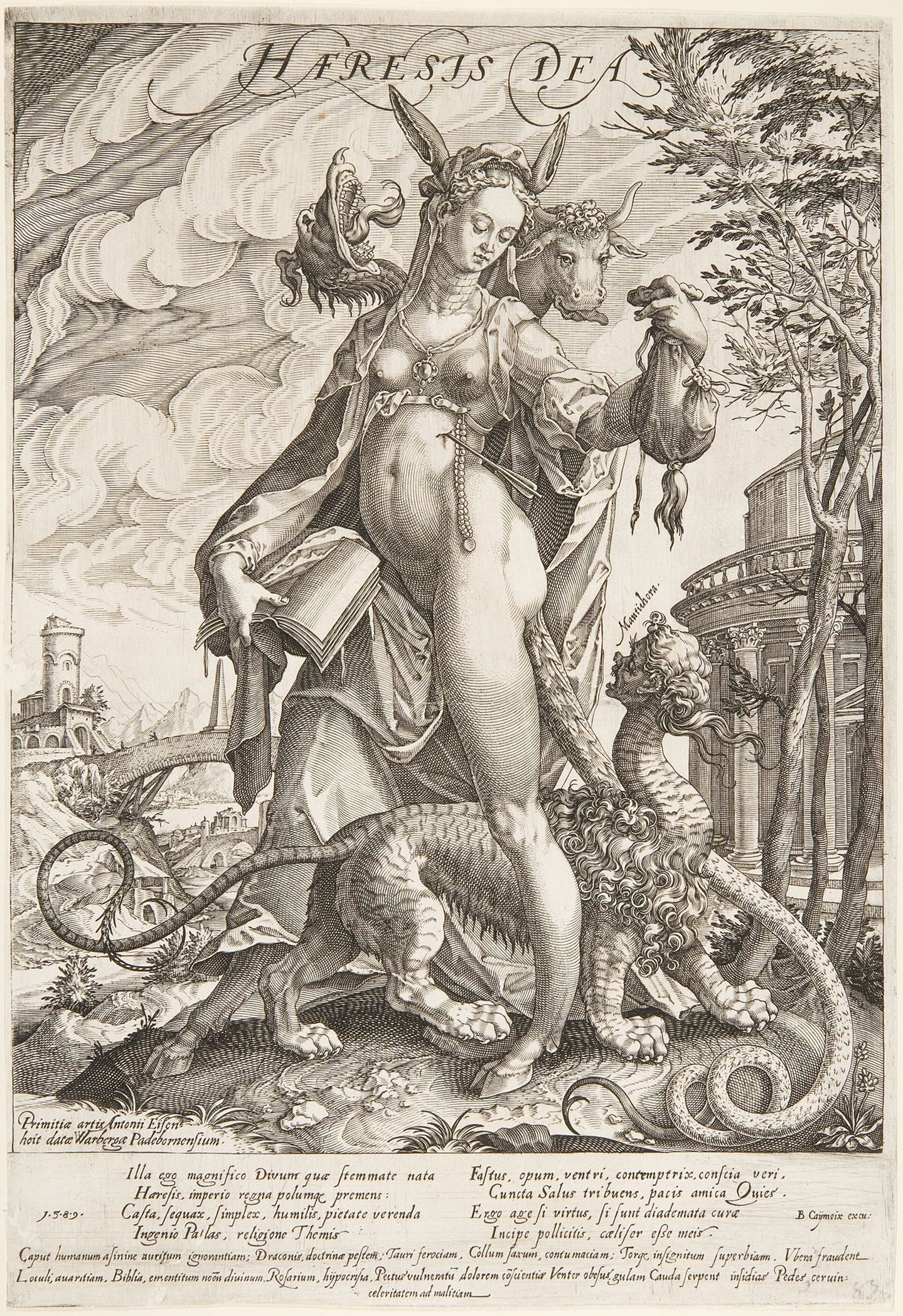
Die Häresie als Göttin in Begleitung eines Mantikors – beachte auch den Begleittext unter dem Bildnis. Kupferstich von Antonius Eisenhoit (1589).

Häresie (von altgriechisch αἵρεσις haíresis, deutsch ‚Wahl‘, ‚Anschauung‘, ‚Schule‘) ist im engeren Sinn eine Aussage oder Lehre, die im Widerspruch zu kirchlich-religiösen Glaubensgrundsätzen steht. Im weiteren Sinn kann eine Häresie eine vom Anerkannten abweichende Lehre, Meinung, Doktrin, Ideologie, Weltanschauung oder Philosophie sein. Ein Häretiker ist ein Vertreter einer Häresie.
Alternativ wird auch von Heterodoxie (von ἑτεροδοξία heterodoxia, deutsch ‚abweichende, verschiedene Meinung‘), Ketzerei oder Irrlehre gesprochen. Ein Gegenbegriff ist Orthodoxie (Rechtgläubigkeit). Eine Lehre oder Lebensform kann prinzipiell nur relativ zu einer anderen – als orthodox beurteilten – als häretisch bezeichnet werden.
Der Begriff Häresie wird vorwiegend in der katholischen Kirche gebraucht, aber auch im Kontext der orthodoxen, protestantischen bzw. evangelischen Kirchen sowie mit Bezug auf Judentum, Islam und einige andere Religionen. Von Häretikern zu unterscheiden sind Schismatiker, die sich zwar von einer bestimmten Bewegung oder Kirche abspalten, aber keine von deren Doktrinen wesentlich abweichenden Lehren ausbilden.

## Begriffsabgrenzung
Die Begriffe Ketzerei und Ketzer (nach der mittelalterlichen Bewegung der Katharer) waren ursprünglich synonym zu Häresie bzw. Häretiker. In der Gegenwart wird Ketzerei oft im Sinn einer beliebigen Abweichung von „einer allgemein als gültig erklärten Meinung oder Verhaltensnorm“ verwendet, die durchaus sympathisch gesehen werden kann, während Häresie und Häretiker auch heute noch auf die spezifische kirchlich-theologische und historische Bedeutung beschränkt sind.
Häresiologie ist die Lehre von den Häresien. In der Häresiologie beschreibt eine Kirche, was sie als Häresie sieht und wie sie sie erkennt. Eine Häresiologie ist immer der subjektive Standpunkt einer Kirche. Häresiographie ist eine Abhandlung, die Häresien beschreibt.
Von der Häresie unterschieden wird das Schisma, wo in einem Konflikt um die kirchliche Ordnung die Einheit einer Kirche nicht aufrechterhalten wird. Ein Schisma kann mit einer Häresie einhergehen wie beispielsweise beim Donatismus; aber es ist ebenso möglich, dass zwei schismatische Gruppen die gleichen Glaubensinhalte teilen, wie es beispielsweise beim abendländischen Schisma der Fall war.

## Häresie im Christentum

### Häresien in der Alten Kirche

#### Überblick
Im Urchristentum gab es ebenso wie im Neuen Testament einen Pluralismus von theologischen Sichtweisen. Schon im Neuen Testament wurde unterschieden zwischen Adiaphora (z. B. 1. Korintherbrief: Dürfen Christen Fleisch von Tieren essen, die den heidnischen Göttern geopfert wurden?) und verbindlichen Lehren (z. B. Galaterbrief: Man darf Heidenchristen nicht zur Beschneidung zwingen).
Zu Lebzeiten der Apostel lag die letzte Autorität über die richtige Lehre bei den Aposteln (zum Beispiel beim Apostelkonzil). Die Alte Kirche kannte bis ins 4. Jahrhundert zunächst keine zentrale Autorität, die über solche Fragen der Lehre hätte entscheiden können (auch der Bischof von Rom war zur damaligen Zeit keine Autorität). Es entwickelten sich zuerst drei gleichberechtigte kirchliche Metropolen in Antiochia, Alexandria und Rom. Konstantinopel und in weit geringerem Maße Jerusalem kamen später hinzu. Deren Bischöfe waren in ihrem Umkreis bestimmend.
Daneben entstanden durch herausragende Personen im Laufe der Zeit auch noch andere theologische Schwerpunktzentren wie zum Beispiel in Nordafrika durch Augustinus und in Kleinasien durch die „drei Kappadokier“ (Basilius von Caesarea, sein jüngerer Bruder Gregor von Nyssa und sein Freund Gregor von Nazianz). Diese Kirchenväter setzten sich mit den in ihrer Umgebung kursierenden abweichenden Lehren auseinander, wobei ihnen außer Argumenten und der Exkommunikation (dem Kirchenausschluss) nicht viele Machtmittel zur Verfügung standen. Eine solche Exkommunikation traf den Häretiker in der damaligen Zeit weit weniger als im europäischen Mittelalter, da das Christentum noch nicht Staatsreligion war. Außerdem war der Häretiker ja davon überzeugt, dass er dem rechten Glauben anhänge und sich die Kirche im Irrtum befinde.
Vom 4. bis ins 10. Jahrhundert waren es die ökumenischen Konzilien, die Lehrentscheidungen für die ganze Kirche trafen. Diese Lehrentscheidungen sind bis heute bei den orthodoxen, katholischen und den meisten protestantischen Kirchen anerkannt und wurden zeitlich weit vor dem morgenländischen Schisma und der protestantischen Bewegung beschlossen. Gewöhnlich ging einer Verurteilung einer Lehre durch ein ökumenisches Konzil eine Zeit der intensiven Auseinandersetzung, Diskussion und Argumentation voraus.
Die Lehrentscheidungen der ersten Jahrhunderte wurden in der Regel auf der Basis eines Mehrheitskonsenses getroffen. In einigen Fällen, zum Beispiel bei der Auseinandersetzung mit dem Arianismus, lag die politische Macht allerdings auf der nicht-orthodoxen Seite (siehe auch Ambrosius von Mailand).

#### Synkretistische Häresien
Eines der frühen Probleme des Christentums war, sich in der synkretistischen Kultur des Hellenismus gegenüber synkretistischen Religionen wie Gnostizismus und Manichäismus abzugrenzen, die die christlichen Dogmen ganz oder teilweise mit anderen Religionen oder Eigenkonstruktionen vermischten. Solche Bewegungen waren:
- Gnostizismus
- Markionismus
- Montanismus
- Manichäismus

#### Christologische Häresien
Die katholische Kirche, die orthodoxen und die protestantischen Kirchen lehren, dass Christus völlig göttlich („wahrer Gott“) und gleichzeitig völlig menschlich („wahrer Mensch“) sei und dass die drei Personen der Trinität gleichrangig und ewig seien. Die Formulierung der trinitarischen Lehre wurde im Verlauf von Jahrhunderten entwickelt, wobei die Definitionen immer wieder verfeinert wurden, um neu aufgekommene Meinungen bezüglich der Natur Jesu Christi, dem Verhältnis zwischen Christus und Gott Vater sowie der Trinität abzuwehren.
Zu den christologischen Häresien gehörten:
- Adoptionismus oder dynamischer Monarchianismus erstmals im 2. und 3. Jahrhundert: Jesus sei bei seiner Taufe von Gott adoptiert worden. Jesus sei nicht Gott, sondern ein Mensch, durch und in dem Gott wirke. Wird heute von Christadelphians und Unitariern vertreten.
- Apollinarianismus, von Apollinaris von Laodicea dem Jüngeren um 360 in Syrien: Jesus Christus könne nicht gleichzeitig Gott und Mensch sein, sondern der göttliche Logos sei an die Stelle einer menschlichen Seele getreten. Nur sein Körper sei menschlich geblieben.
- Arianismus, als Lehre erstmals im 3. Jahrhundert: Jesus Christus stehe unter Gott und sei eine geschaffene Kreatur, allerdings vor allen anderen Wesen geschaffen und somit auch nicht Mensch im üblichen Sinne.
- Modalismus, modalistischer Monarchianismus, Patripassianismus, Sabellianismus, erstmals im 2. und 3. Jahrhundert: Gott sei eine einzige Person, die sich während der Geschichte auf verschiedene Art (als Schöpfer, als Jesus Christus, als Heiliger Geist) offenbart habe. Er wird heute von manchen Pfingstgemeinden (Oneness Pentecostals) und der Vereinigten Apostolischen Kirche vertreten.
- Monophysitismus, Doketismus 2. Jahrhundert, 5. Jahrhundert: Jesus habe nur eine – göttliche – Persönlichkeit, sei entweder nur scheinbar Mensch oder seine menschliche Natur sei in der göttlichen aufgegangen wie ein Tropfen im Ozean.
- Nestorianismus: 5. Jahrhundert, lehrt, Jesus habe zwei klar unterschiedene Persönlichkeiten als Gott und Mensch, die vor allem den Körper gemeinsam hatten.

Das nicänische Glaubensbekenntnis ist als Reaktion auf christologische Häresien entstanden.

#### Ekklesiologische Häresien
- Donatismus, 4. Jahrhundert: Gültigkeit christlicher Sakramente (insbesondere Taufe, Priesterweihe) hingen vom Charakter und Glauben des Priesters ab (das heißt, Taufen und Priesterweihen durch während der Verfolgung abgefallene Priester seien ungültig und müssten von einem nicht abgefallenen Priester neu gespendet werden; Abgefallene dürften nach der Verfolgung nicht wieder in die Kirche aufgenommen werden).
- Pelagianismus, 5. Jahrhundert: Lehnt die Erbsünde ab und lehrt, der Mensch könne von sich aus alle Gebote Gottes einhalten.

#### Judenchristliche Häresien
Gruppierungen, die in irgendeiner Form am jüdischen (Ritual-)Gesetz festhalten wollten:
- Nazoräer, Nazarener
- Ebioniten
- Elkesaiten

### Häresie im Mittelalter
Im Gegensatz zur Situation der Alten Kirche mit vielen theologischen Zentren, die einen theologischen Konsensus entwickeln mussten, gab es im Mittelalter in West- und Mitteleuropa nur noch eine dominierende geistliche Autorität, die der römisch-katholischen Kirche, die vom Hochmittelalter an auch eine dominierende politische Kraft war. Diese andere Position der Kirche führte auch zu einer anderen Sicht von Häresie.

#### Definition von Häresie in der katholischen Kirche

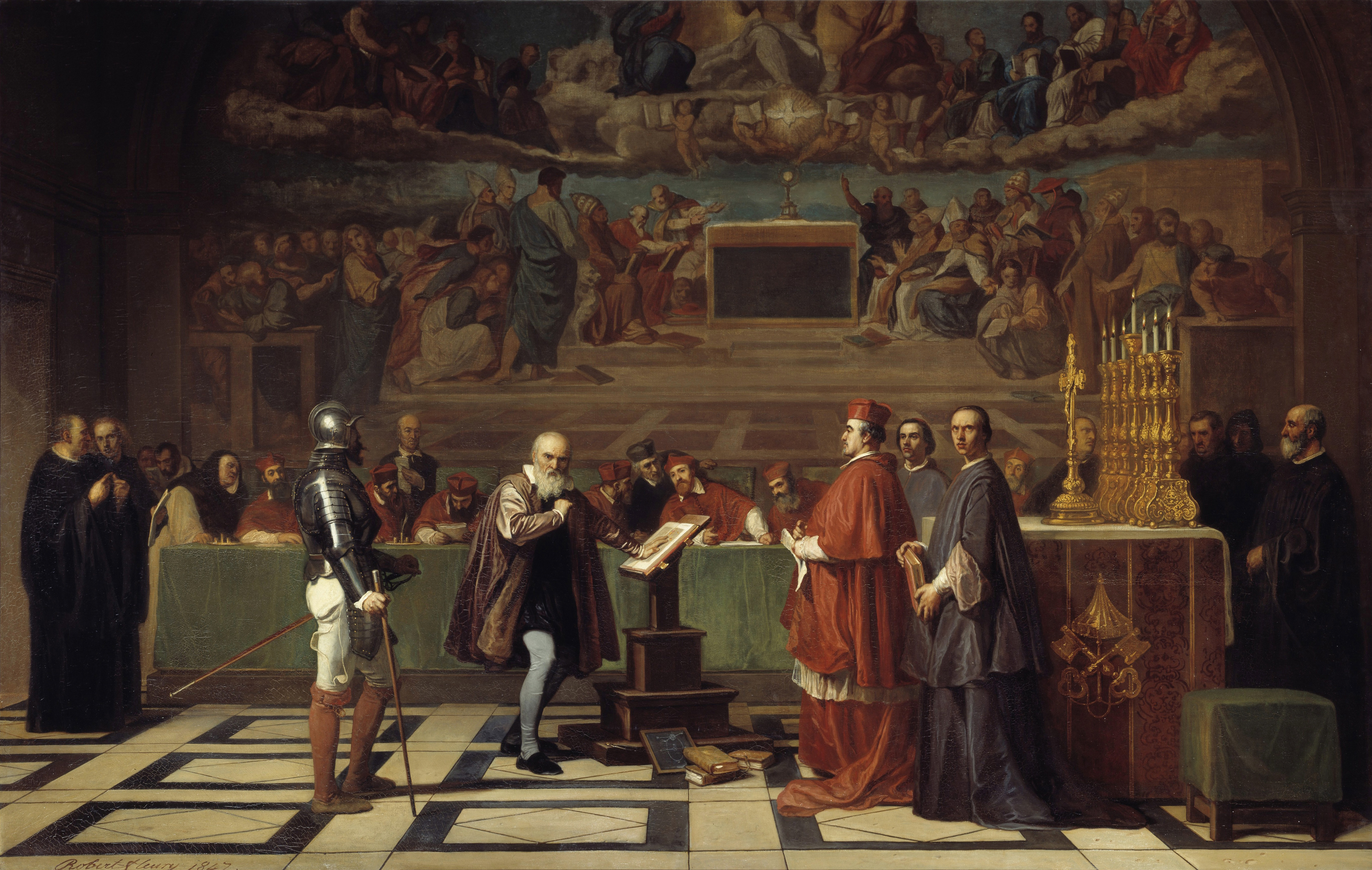
Verurteilung Galileo Galileis wegen Ketzerei. Historiengemälde von Joseph Nicolas Robert-Fleury (1847).

Die katholische Kirche differenziert zwischen einzelnen abweichenden Erscheinungsformen des Glaubens und deren Nähe zur ausdrücklichen Häresie. Nur ein Glaube, der direkt einem Artikel des Glaubens zuwiderhandelt oder der ausdrücklich festhält, was durch die Kirche zurückgewiesen wird, wird tatsächlich Häresie genannt, wobei zwingende Voraussetzung ist, dass der Häretiker vorher katholischer Christ war. Häresie ist demnach die beharrliche Leugnung oder das beharrliche Zweifeln an einer zu glaubenden Wahrheit, nachdem die Taufe empfangen wurde. Während die Bezeichnung häufig von Laien verwendet wurde, um jeden möglichen falschen Glauben als Heidentum zu denunzieren, kennzeichnet diese Definition nur jenen als Häretiker, der als ursprünglicher Gläubiger der katholischen Kirche später von dieser rechtgläubigen Kirche zugunsten eines gegensätzlichen Glaubens abwich.
Einen Glauben, den die Kirche nicht direkt abgewiesen hat oder der im Gegensatz zu einer weniger wichtigen Kirchenlehre steht, heißt sententia haeresi proxima, „eine Meinung nahe der Häresie“. Ein theologisches Argument oder ein Glaubenssystem, das keine Häresie behauptet, aber zu häretischen Schlussfolgerungen führen könnte, heißt dagegen propositio theologice erronea, eine „irrige theologische Vorstellung“. Wenn eine theologische Position nur Konflikte wohl denkbar macht, aber nicht notwendigerweise dazu führt, wurde abgemildert von suspecta sententia de haeresi, „vermuteter Abweichung“ gesprochen.
An diesen schultheologischen Qualifizierungen wird kritisiert, dass sie sich auf einzelne Sätze theologischer Systeme beziehen, jedoch nur „funktionieren […] in einer Tradition mit einheitlicher theologischer Sprache und einheitlichen Denkformen.“

#### Vorgehen gegen Häresie
Das historisch erste Mittel der Orthodoxie gegen die Häresie war einfache Polemik. Dazu wurde behauptet, die Irrlehrer seien als Personen moralisch verkommen. Hinter dieser Argumentation steht die schon aus der Heiden-Polemik bekannte Anschauung, dass falsche Lehre von Gott und falsche Moral ursächlich zusammenhängen. Die Orthodoxie musste sich aber auch bemühen, die häretischen Lehren zu widerlegen. Dazu musste sie sich mit den Irrlehren vertraut machen und sie im Rahmen der Widerlegung auch darstellen. In der frühen Kirche wurde die gewaltsame Beseitigung von Häretikern und Abtrünnigen abgelehnt und die endgültige Bestrafung Gott überlassen, so dass es im ersten Jahrtausend nur eine einzige offizielle Vernichtung eines Häretikers gab, den Fall Priscillian.
Im Mittelalter war Häresie auch ein Problem der weltlichen Macht. Häretiker verweigerten oft Eide, die ein zentraler Bestandteil des mittelalterlichen Vertragswesens waren. Es kam vor, dass weltliche Fürsten von der Kirche forderten, Häretiker zur Ordnung zu rufen.
Im 11. und 12. Jahrhundert befahlen Päpste, Häresie mit Gefangenschaft und Einzug des Eigentums zu bestrafen, und drohten den Fürsten, die Häretiker nicht bestraften, mit Exkommunikation, die im Mittelalter als schwerste Bestrafung galt und auch so empfunden wurde, da sie die einzelne Person vom Leib Christi, seiner Kirche, trenne und somit die Erlösung verhindere. Die Exkommunikation oder die Androhung der Exkommunikation genügten oft, Häretiker zum Abgehen von ihren Überzeugungen zu bewegen. Bei der Häresie von Orléans wurden die Häretiker im Jahr 1022 verbrannt; dies war die erste bekannte Verbrennung des christlichen Mittelalters.
Nach Auseinandersetzungen mit häretischen Glaubensbewegungen wie den Katharern (Albigensern), den Amalrikanern oder den Waldensern wurde in der ersten Hälfte des 13. Jahrhunderts die Inquisition eingesetzt. Dabei kam es zeitweise zu einer Zusammenarbeit von kirchlichen und weltlichen Institutionen. Beispielsweise wurden in Frankreich die Ritter des Templerordens aufgrund eines Haftbefehls des französischen Königs im Jahr 1307 verhaftet und jahrelang von Inquisitoren vernommen, bevor der Orden im Jahr 1312 aufgelöst wurde (siehe Templerprozess).
Im 16. Jahrhundert wurden die Häresien durch Alfonso de Castro systematisch geordnet und in einer alphabetischen Enzyklopädie zusammengefasst.

#### Die katholische Kirche und die Reformation

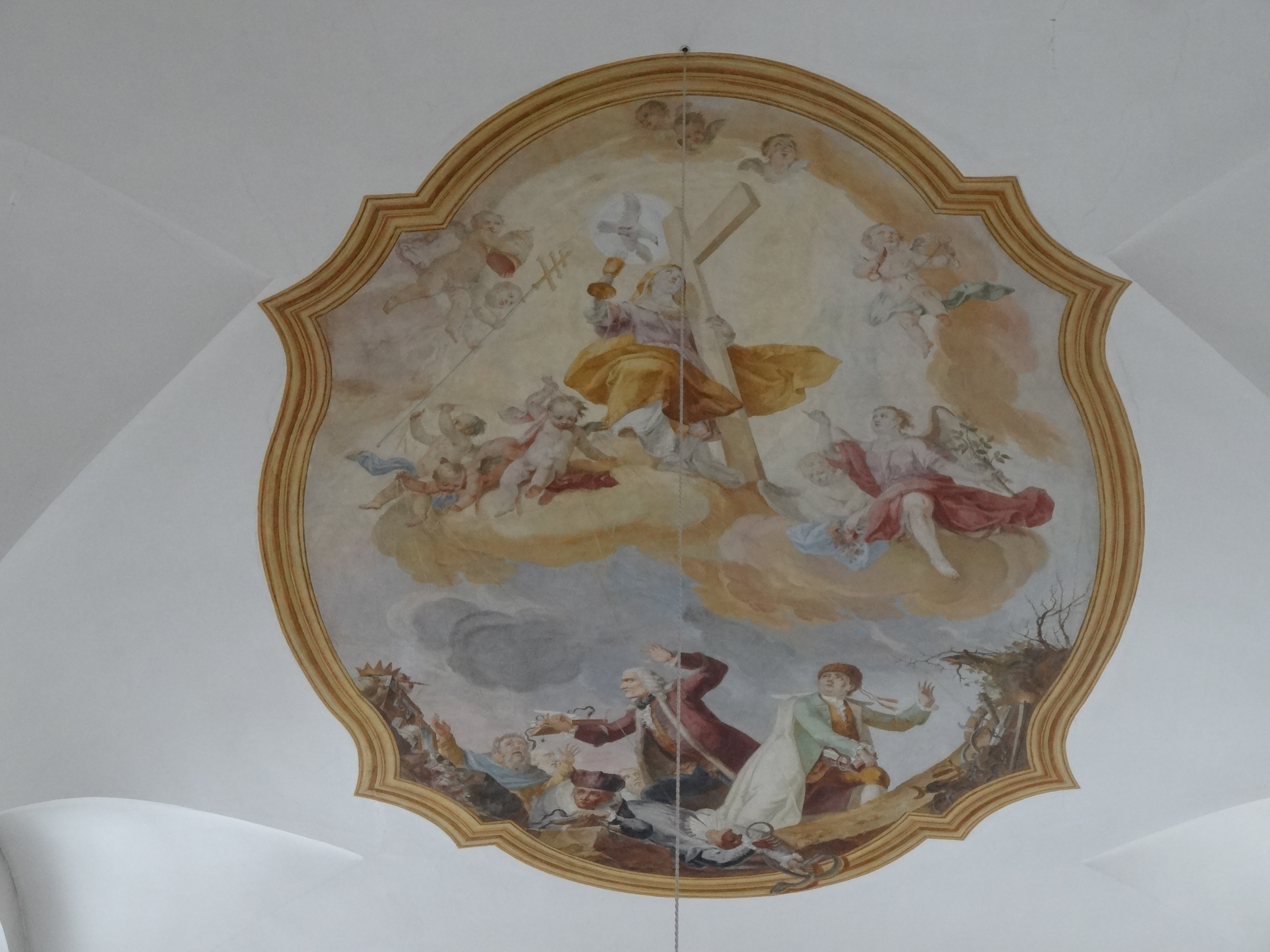
Triumph der Ecclesia über die Häresie. St. Jakobus (Feusisberg); Deckenfresko von 1785.
Allegorie der katholischen Kirche auf einer Wolke. Im Fadenkreuz die Aufklärer Voltaire und Rousseau sowie die clownesk dargestellten Reformatoren Zwingli, Luther und Calvin.

Die Reformation wurde von der katholischen Kirche auch als Häresie angesehen und in katholischen Gegenden entsprechend verfolgt.
Einige der Lehren des Protestantismus, die die katholische Kirche als häretisch einstuft, sind der Glaube, dass
- die Bibel einzige Quelle und Richtschnur des Glaubens sei (sola scriptura) – und nicht wie im katholischen Verständnis Schrift und Tradition
- der Glaube alleine zum Heil führen könne (sola fide) und dabei nicht auch noch Werke hinzukommen müssten
- das allgemeine Priestertum der Glaubenden das Weihepriestertum nicht nur ergänze, sondern überflüssig mache
- in der Eucharistiefeier keine Transsubstantiation geschehe und
- der Canon Missae Häresien enthalte.

Eine Reaktion auf die Reformation war die Einrichtung der Kongregation für die Glaubenslehre (Sanctum officium), die in der katholischen Kirche die letzte Instanz für Glaubensfragen ist.

### Häretische Gruppen in der Neuzeit

#### Katholische Kirche
In der Neuzeit wurde die Lehre von häretischen Gruppen vom Papst als Häresie verurteilt; es kam jedoch nicht mehr zu weltlichen Bestrafungen. Neuzeitliche Bewegungen innerhalb der katholischen Kirche, die als Häresie verurteilt wurden, sind:
- der Jansenismus, 17. Jahrhundert, lehrt absolute Prädestination (ähnlich wie Johannes Calvin, aber innerhalb der katholischen Kirche)
- der Gallikanismus: Der Papst unterstehe dem Konzil, sei nicht unfehlbar und habe keine Macht über weltliche Fürsten
- der Sozinianismus und Psilanthropie: unitarische Bewegung im 17. Jahrhundert, besonders in Polen
- die Altkatholischen Kirchen: verweigerten ihre Zustimmung zu den Dogmen von 1870
- der Sedisvakantismus: Nach dem Zweiten Vatikanischen Konzil (1962–1965) sei die katholische Kirche von der wahren christlichen Lehre abgewichen, die Päpste seien deshalb seit 1958 (Ende des Pontifikats Pius XII.) oder 1963 (Ende des Pontifikats Johannes XXIII.) automatisch exkommuniziert und nicht mehr rechtmäßig im Amt.

#### Orthodoxe Kirchen
- die Altgläubigen in Russland: verweigerten sich den Reformen von Patriarch Nikon und wurden deshalb 1667 aus der Russisch-Orthodoxen Kirche ausgeschlossen.
- die Altkalendarier in Griechenland und Südosteuropa: verweigerten ihre Zustimmung zur Kalenderreform zum Neujulianischen Kalender seit 1924

### Evangelische Kirchen und Häresie
Die Bezeichnung Häresie ist im protestantischen Kontext kaum gebräuchlich, obwohl auch im Protestantismus die Notwendigkeit gesehen wurde, sich gegen radikale Bewegungen abzugrenzen. Dies begann schon in der Reformationszeit. Lehren der katholischen Kirche, die bereits in der Reformation als Häresie gegen das biblische Christentum gesehen wurden, sind die Heiligenverehrung und die Lehre von der Transsubstantiation. Später kam auch die Marienverehrung dazu, die von den Reformatoren selbst nicht verurteilt wurde. Das Augsburger Bekenntnis von 1530 verdammt die Lehren der Täufer (die abwertend Wiedertäufer genannt wurden).
Teilweise gingen Staat und Kirche gemeinsam gegen Häretiker vor. Zu weltlichen Strafen wegen Häresie kam es im evangelischen Raum nur im 16. und 17. Jahrhundert. Verfolgt und verurteilt wurden während der Reformationszeit Vertreter der radikalen Reformation, zum Beispiel Thomas Müntzer, der Antitrinitarier Michael Servetus und die Täufer.
Im 18. Jahrhundert kam es zu gegenseitigen Lehrverurteilungen von Calvinisten und Methodisten, insbesondere wegen der unterschiedlichen Auffassung von Prädestination. Dies blieb jedoch im Rahmen von theologischen Disputen ohne weltliche Konsequenzen und, da die Kontrahenten meist unterschiedlichen Kirchen angehörten, auch ohne Kirchenstrafen. Allein in den Niederlanden wurden die an die Willensfreiheit glaubenden Remonstranten aus der calvinistischen Reformierten Kirche ausgeschlossen.
Im 20. Jahrhundert haben der Gnadauer Verband und die deutsche Evangelische Allianz in der Berliner Erklärung von 1909 die Pfingstbewegung als „Bewegung von unten“ (das heißt vom Teufel) verurteilt, was mittlerweile jedoch nur noch von manchen pietistischen Kreisen so gesehen wird. Auch da handelt es sich um eine theologische Stellungnahme ohne weltliche oder kirchliche Strafen.
Im Jahr 1934 erklärte die Barmer Theologische Erklärung, verfasst vom evangelisch-reformierten Theologen Karl Barth, die damalige protestantische Mehrheit der Deutschen Christen, das Führerprinzip und den nationalsozialistischen Weltanschauungsstaat zur „falschen Lehre“ (= Häresie). Diese Verwerfung wurde zum Bekenntnis der Bekennenden Kirche, die sich damit als die wahre evangelische Kirche verstand. Die Evangelische Kirche in Deutschland (EKD) hat die Barmer Erklärung nach 1945 in ihre Bekenntnisschriften aufgenommen. Einige ihrer Landeskirchen ordinieren ihre Pastoren ausdrücklich darauf.
Ein Versuch von Christen in der Traditionslinie Karl Barths, auch die Massenvernichtungsmittel als bekenntniswidrig (häretisch) zu verwerfen, wurde 1958 von der Mehrheit der evangelischen Synodalen abgelehnt.
1974 erklärte der Ökumenische Rat der Kirchen (ÖRK) den Rassismus für unvereinbar mit dem christlichen Glauben. Dies richtete sich in erster Linie gegen rassistische Theologien, wie sie etwa unter weißen reformierten Buren Südafrikas vertreten wurden. Auch damit wurde faktisch eine Häresie verurteilt und ausgegrenzt.
Im 21. Jahrhundert wird eine Abweichung von dem in den protestantischen Kirchen geltenden Wahrheitsbegriff in einem Lehrbeanstandungsverfahren festgestellt. Die Folge ist der Entzug der Ordinationsrechte, bzw. der vergleichbaren Rechte, die Personen in leitenden kirchlichen Funktionen haben.

### Nichtkanonische Kirchen der Gegenwart
Neue Kirchen und Gemeinschaften, die sich von bestehenden traditionellen orthodoxen, katholischen und orientalen Kirchen abspalteten, werden seit dem späten 20. Jahrhundert meist nicht mehr mit dem Kirchenbann belegt. Es wird aber ausdrücklich darauf hingewiesen, dass ihre Lehren und ihre Praxis nicht dem kanonischen Kirchenrecht entsprechen und alle ihre Weihen und Sakramente daher ungültig seien. Nichtkanonische Kirchen gehören meist nicht zu größeren Kirchenzusammenschlüssen, wie dem Ökumenischen Rat der Kirchen.

## Häresien im Judentum
Das orthodoxe Judentum stuft als häretisch ein, was von den traditionellen – talmudischen – jüdischen Überlieferungen abweicht. Zwei schon in der Antike beziehungsweise Spätantike bekannte heterodox-häretische Gruppen bilden die nationale Sondergruppe der Samaritaner und die antitalmudischen Karäer. Im 17. Jahrhundert haben die messianisch inspirierten Anhänger des Schabbtai Zvi, die Sabbatianer, als jüdische Häretiker von sich reden gemacht.
Orthodoxe Juden betrachten jüdische Reformbestrebungen (Reformjudentum, Rekonstruktionismus) als häretische Bewegungen. Das ultraorthodoxe Judentum ist der Ansicht, dass überhaupt alle Juden, die sein spezifisches Verständnis von Maimonides’ 13 Grundregeln des jüdischen Glaubens zurückweisen, Häretiker seien.
Allerdings bedeutet eine Verurteilung als Häretiker im Judentum nicht, dass die Verurteilten aus Sicht der Verurteilenden keine Juden mehr wären. Die Zugehörigkeit von individuellen Juden zur jüdischen Schicksalsgemeinschaft bleibt bestehen, doch die Legitimität von nicht-orthodoxen jüdischen Gemeinden wird in Frage gestellt. Konvertiten, die zu einer als häretisch angesehenen Richtung des Judentums übertreten, werden allerdings von den Orthodoxen auch nach ihrer Konversion nicht als Juden betrachtet.

## Sekten und theologische Schulen im Islam
Im Bereich des Islams gibt es mit dem Konzept des Ilḥād ein ungefähres Gegenstück zur Häresie. Derjenige, der Ilḥād ausübt, wird als Mulhid bezeichnet.
Die zwei größten islamischen Konfessionen, die der Sunniten (offizielles Bekenntnis der meisten arabischen Länder und Hauptströmung in der Türkei) und die der Schiiten (Staatsreligion im Iran seit 1501), sahen einander lange Zeit als häretisch an. In den 1930er Jahren haben sich beide zu gegenseitiger Anerkennung durchgerungen. Der Parsismus gilt in der Sunna als häretisch, in der Schia aber ist er anerkannt. Auch andere theologische Schulen bzw. Sekten haben sich in der Vergangenheit, teils auch in der Gegenwart, wechselseitig als häretisch betrachtet. Umstritten in der Anerkennung waren etwa Aleviten, Assassinen, Babis und Bahai, Drusen, Hurufi, Karmaten, Chawaridsch, Muʿtazila, Kadariyya, Murdschia. Die Ahmadiyya ist seit 1974 in Pakistan rechtlich verboten, wird ausgeschlossen und organisatorisch verfolgt. Auch nicht mit theologischen Schulbildungen zusammenhängende Ausrichtungen und Gruppierungen, etwa des Sufismus (siehe auch Derwisch, Bektaschi), sind oft erhöhtem Misstrauen ausgesetzt gewesen. Einige zuvor umstrittene Gruppen werden heute zum Beispiel auch von islamischen Gerichten und religiösen Institutionen respektiert.

## Häresien im Buddhismus
Im japanischen Nichiren-Buddhismus betrachten einige Schulen einander sowie andere buddhistischen Schulen, die nicht auf dem Lotos-Sutra aufbauen (insbesondere Amida- und Zen-Buddhismus sowie Shingon-shū und Risshū) oder das Lotos-Sutra anders als sie interpretieren, als häretisch. Sie lehnen einen Austausch von Leistungen und Gütern mit den als häretisch beurteilten Schulen ab und wenden oft die Methode des Shakubuku an (折伏; wörtlich „brechen und unterwerfen“, eine aggressiv-argumentative Verurteilung der häretischen Lehren mit dem Ziel der Bekehrung).

## Weitere Religionen, Gruppen und Themen
Häresie ist ein grundlegendes Thema praktisch aller Weltreligionen, aus strukturellen Gründen aber besonders der monotheistischen Religionen. Vor allem fundamentalistische Gruppierungen und Sekten wie Scientology wachen über eine reine Lehre und bekämpfen abweichende Meinungen in ihren Reihen.
Auch rein säkulare Ideologien der Moderne sind oft als Erben alter monotheistischer Einzigkeits- und Einheitsansprüche zu erkennen. Besonders oft hervorgehoben oder vermutet wird diese Parallele für den Marxismus-Leninismus. Im Stalinismus und Maoismus wurden Abweichler gebrandmarkt und beispielsweise als Opportunisten, Revisionisten, Reaktionäre, Trotzkisten oder Renegaten bezeichnet. Ähnliches gilt für viele nationale, beispielsweise antikoloniale Erweckungsbewegungen weltweit.
Dabei kann jeder oder jede Gruppierung zum Häretiker werden, deren Standpunkte von anderen missbilligt bzw. geächtet werden. Damit wird die Frage der Macht innerhalb der Analyse von Häresien bedeutsam, insofern verschiedenste Akteure die alleinige Deutungshoheit über die Glaubens- und Lehrinhalte anstreben.